# Резолюция Совета Безопасности ООН 5
Резолюция Совета Безопасности ООН 5, принятая 8 мая 1946 года, отложила решение о советских войсках в Иране до того, пока иранское правительство не найдет время для обсуждения с Советским Союзом и обеспечить доклад от Ирана в ООН в отношении всех сведений о советских войсках в стране.
Резолюция была принята 10 голосами. СССР на голосовании отсутствовал.

## См.также
- Иранская операция
- Демократическая Республика Азербайджан
- Резолюции Совета Безопасности ООН 1—100 (1946 — 1953)
- Мехабадская республика
- Резолюция Совета Безопасности ООН 3